# Sparganiaceae
Sparganiaceae је фамилија монокотиледоних скривеносеменица из реда Poales. У већини класификационих схема монокотиледоних биљака постоји у статусу признате фамилије, са припадношћу различитим редовима. Обухвата само 1 род са 14 врста мочварних и водених вишегодишњих зељастих биљака. Цветови су једнополни, сакупљени у лоптасте цвасти, а плод је сунђераста коштуница.